# 민중민주당 (1986년)
민중민주당(民衆民主黨)은 신한민주당에서 분당된 대한민국의 정당이다.
1985년에 실시된 대한민국 제12대 국회의원 선거를 앞둔 상황에서 기존에 정치 활동이 규제되었다가 해금된 야당 정치인들과 일부 민주한국당 탈당파들이 신한민주당을 창당했다. 그렇지만 유한열을 비롯한 몇몇 신한민주당 소속 의원들은 신한민주당이 김영삼, 김대중의 독선적인 운영 하에 있기 때문에 자신들이 소외되고 있다고 주장하면서 신보수회(新保守會)라는 계파를 결성했다.
1986년 8월 유한열, 이태구, 최운지, 임종기, 이건일, 한효섭, 황병우, 신경설, 정재원, 신병렬, 서종렬, 류갑종 등의 국회의원이 신한민주당을 탈당하고 민중민주당을 창당했다. 이 정당은 창당 선언문에서 자유 민주주의 확립, 자립 경제 발전, 자주 의식 정립 등을 골자로 한 창당 선언문을 발표했다. 1986년 12월 유한열 총재가 의원 내각제 개헌을 주장하면서 당내의 반발을 초래했고 1987년 4월 신한민주당에 흡수되면서 소멸되었다.

## 같이 보기
- 제5공화국
- 대한민국의 민주당계 정당
- 신한민주당